# Miltochrista porthesioides
Miltochrista porthesioides är en fjärilsart som beskrevs av Rothschild 1917. Miltochrista porthesioides ingår i släktet Miltochrista och familjen björnspinnare. Inga underarter finns listade i Catalogue of Life.